# Flugplatz Tal Afar

i7
i11
i13
Der Flugplatz Tal Afar (ICAO-Code: ORTF) liegt elf Kilometer südlich der irakischen Stadt Tal Afar und rund siebzig Kilometer westlich von Mossul.
Die teils asphaltierte, teils betonierte Start- und Landebahn ist 3000 m lang und 44 m breit. An den Enden der Bahn stehen insgesamt zwölf Hardened Aircraft Shelter bzw. Flugzeugbunker jugoslawischer Bauart, sogenannte „Yugos“. Der Flugplatz selbst wurde bereits vor 1985 nach sowjetischem Vorbild angelegt.
Die Basis der irakischen Luftwaffe war vom Islamischen Staat besetzt und wurde am 17. November 2016 von der im Rahmen der Schlacht um Mossul von Südosten her vorstoßenden schiitischen Miliz al-Haschd asch-Schaʿbī eingenommen.